# World Series of Poker 1999
Die World Series of Poker 1999 war die 30. Austragung der Poker-Weltmeisterschaft und fand vom 23. April bis 13. Mai 1999 im Binion’s Horseshoe in Las Vegas statt.

## Turniere

### Turnierplan

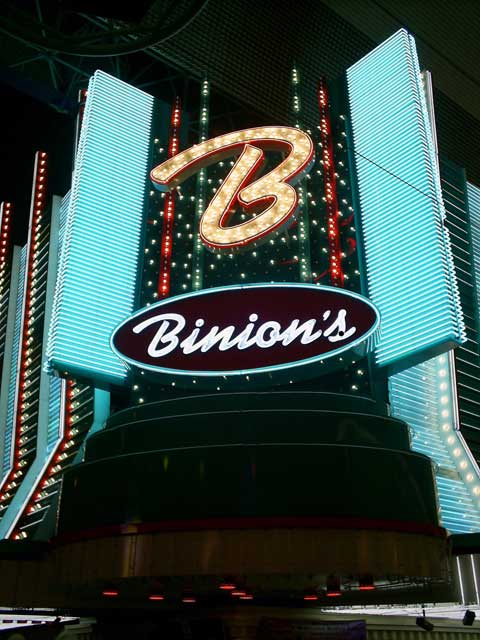
Das Binion’s Horseshoe in Las Vegas

Im Falle eines mehrfachen Braceletgewinners gibt die Zahl hinter dem Spielernamen an, das wievielte Bracelet in diesem Turnier gewonnen wurde.
| #  | Buy-in (in $) | Turnier                                          | Turnierbeginn | Teilnehmer | Sieger         | Herkunft           | Preisgeld (in $) |
| -- | ------------- | ------------------------------------------------ | ------------- | ---------- | -------------- | ------------------ | ---------------- |
| 1  | 01.500        | Limit Hold’em                                    | 26. Apr. 1999 | 609        | Charlie Brahmi | Vereinigte Staaten | 0.338.000        |
| 2  | 01.500        | Limit Razz                                       | 27. Apr. 1999 | 141        | Paul Clark (2) | Vereinigte Staaten | 0.084.610        |
| 3  | 02.500        | Limit Hold’em                                    | 28. Apr. 1999 | 237        | John Esposito  | Vereinigte Staaten | 0.219.225        |
| 4  | 02.500        | Limit Seven Card Stud                            | 29. Apr. 1999 | 199        | David Grey     | Vereinigte Staaten | 0.199.000        |
| 5  | 02.500        | Pot-Limit Omaha (Rebuy)                          | 30. Apr. 1999 | 111        | Hassan Kamoer  | Vereinigte Staaten | 0.173.000        |
| 6  | 02.500        | Limit Seven Card Stud Hi-Lo                      | 1. Mai 1999   | 170        | Ronald Long    | Vereinigte Staaten | 0.170.000        |
| 7  | 02.500        | No-Limit Hold’em                                 | 2. Mai 1999   | 307        | Eric Holum     | Vereinigte Staaten | 0.283.975        |
| 8  | 02.500        | Limit Omaha                                      | 3. Mai 1999   | 104        | Tom Franklin   | Vereinigte Staaten | 0.104.000        |
| 9  | 02.500        | Limit Omaha Hi-Lo                                | 4. Mai 1999   | 186        | Steve Badger   | Vereinigte Staaten | 0.186.000        |
| 10 | 03.000        | Limit Hold’em                                    | 5. Mai 1999   | 169        | Josh Arieh     | Vereinigte Staaten | 0.202.800        |
| 11 | 03.500        | No-Limit Hold’em                                 | 6. Mai 1999   | 205        | Mike Matusow   | Vereinigte Staaten | 0.265.475        |
| 12 | 03.000        | Pot-Limit Hold’em                                | 7. Mai 1999   | 187        | Layne Flack    | Vereinigte Staaten | 0.224.400        |
| 13 | 05.000        | No-Limit Hold’em                                 | 8. Mai 1999   | 110        | Eli Balas (2)  | Vereinigte Staaten | 0.220.000        |
| 14 | 00.000        | Charity – No-Limit Hold’em Press Invitational    | 9. Mai 1999   | unbekannt  | Lee Munzer     | Vereinigte Staaten | 0.002.000        |
| 15 | 01.500        | Limit Omaha Hi-Lo                                | 9. Mai 1999   | 243        | Mike Wattel    | Vereinigte Staaten | 0.134.865        |
| 16 | 01.000        | Ladies Limit Seven Card Stud                     | 9. Mai 1999   | 085        | Christina Pie  | Australien         | 0.034.000        |
| 17 | 10.000        | No Limit Hold’em Main Event – World Championship | 10. Mai 1999  | 393        | Noel Furlong   | Irland             | 1.000.000        |

### Main Event

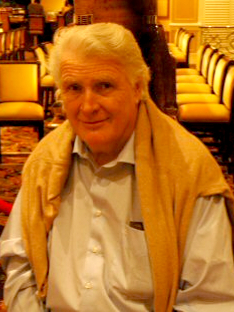
Noel Furlong (2005)

Der Finaltisch wurde am 13. Mai 1999 ausgespielt. In der finalen Hand gewann Furlong mit 5♣ 5♦ gegen Goehring mit 6♥ 6♣.
| Platz | Herkunft           | Spieler           | Preisgeld (in $) |
| ----- | ------------------ | ----------------- | ---------------- |
| 1     | Irland             | Noel Furlong      | 1.000.000        |
| 2     | Vereinigte Staaten | Alan Goehring     | 0.768.625        |
| 3     | Irland             | Padraig Parkinson | 0.489.125        |
| 4     | Vereinigte Staaten | Erik Seidel       | 0.279.500        |
| 5     | Schweiz            | Chris Bigler      | 0.212.420        |
| 6     | Vereinigte Staaten | Huck Seed         | 0.167.700        |